# 恩古巴·文達
恩古巴·文達（英語：Yankuba Minteh，2004年7月22日—）是一名岡比亞職業足球員，司職翼鋒，現效力英超球會布莱顿，並代表岡比亞參加國際賽事。

## 球會生涯

### 早年生涯
文達在家鄉球會史蒂夫·比科FC開始足球生涯。他在2021年夏天獲丹麥超球會奧丹斯邀請參與試訓，並參與了球隊的季前賽。文達在試訓成功後於2022年夏天加盟球隊，他簽下一紙為期兩年的合約。
2022年9月10日，他在對陣哥本哈根的2–1勝仗中上演地標戰，並在後備上陣後三分鐘即為球隊射入致勝一球。

### 紐卡素
2023年6月12日，英超球會紐卡素宣布簽入文達，轉會費據報為700萬歐元。他在同年7月1日正式加盟，並隨即被外借到荷甲球會飛燕諾，為期一季。

#### 飛燕諾（外借）
2023年8月4日，文達在2023年告魯夫盾中上演地標戰，球隊以1–0敗予PSV燕豪芬。同年9月3日，他在對陣烏德勒支的比賽中射入加盟以來首個入球，協助球隊以5–1大勝。12月13日，文達在對陣些路迪的2–1敗仗中射入他的首個歐冠入球，成為賽事歷史上第二位來自岡比亞的入球球員。
2024年4月7日，他在飛燕諾以6–0大勝阿積士的比賽中梅開二度，並交出一個助攻。

### 白禮頓
2024年7月1日，文達轉投英超球會白禮頓，他簽下一紙為期五年的合約，轉會費據報為3000萬英鎊。

## 國家隊生涯
2022年11月4日，文達首次獲岡比亞國家隊徵召，參與對陣剛果民主共和國和利比里亞的熱身賽。他在對陣幾內亞比索的熱身賽中上演國家隊地標戰。
2023年9月10日，他在對陣剛果共和國的2023年非洲國家盃外圍賽比賽中射入首個國家隊入球，球隊最終以2-2逼和對手。
2024年1月，文達入選岡比亞的2023年非洲國家盃參賽名單，球隊在小組賽止步，而文達在賽事中兩次為球隊上陣。

## 生涯統計

### 球會
最後更新：2024年5月19日
| 效力球會       | 球季     | 聯賽     | 聯賽 | 聯賽 | 國家盃賽 | 國家盃賽 | 洲際賽事 | 洲際賽事 | 其他 | 其他 | 總計 | 總計 |
| 效力球會       | 球季     | 聯賽     | 上陣 | 入球 | 上陣     | 入球     | 上陣     | 入球     | 上陣 | 入球 | 上陣 | 入球 |
| -------------- | -------- | -------- | ---- | ---- | -------- | -------- | -------- | -------- | ---- | ---- | ---- | ---- |
| 奧丹斯         | 2022–23  | 丹麥超   | 17   | 4    | 0        | 0        | —        | —        | —    | —    | 17   | 4    |
| 紐卡素         | 2023–24  | 英超     | 0    | 0    | 0        | 0        | 0        | 0        | 0    | 0    | 0    | 0    |
| 飛燕諾（外借） | 2023–24  | 荷甲     | 27   | 10   | 3        | 0        | 6        | 1        | 1    | 0    | 37   | 11   |
| 生涯總計       | 生涯總計 | 生涯總計 | 43   | 12   | 3        | 0        | 6        | 1        | 1    | 0    | 54   | 15   |

1. ↑  其中四場歐冠，兩場歐霸盃。
2. ↑  於告魯夫盾上陣。

### 國家隊
最後更新：2024年6月11日
| 代表國家隊 | 年份 | 上陣 | 入球 |
| ---------- | ---- | ---- | ---- |
| 岡比亞     | 2022 | 1    | 0    |
| 岡比亞     | 2023 | 1    | 1    |
| 岡比亞     | 2024 | 5    | 2    |
| 總計       | 總計 | 7    | 3    |

| # | 日期          | 地點                           | 對手       | 入球比數 | 最終比數 | 賽事                       |
| - | ------------- | ------------------------------ | ---------- | -------- | -------- | -------------------------- |
| 1 | 2023年9月10日 | 摩洛哥马拉喀什马拉喀什体育场   | 刚果共和国 | 1–2      | 2–2      | 2023年非洲國家盃外圍賽     |
| 2 | 2024年6月8日  | 摩洛哥拜爾坎拜爾坎市立足球場   | 塞舌尔     | 3–1      | 5–1      | 2026年國際足協世界盃外圍賽 |
| 3 | 2024年6月11日 | 加彭弗朗斯维尔弗朗斯維爾運動場 | 加彭       | 1–0      | 2–3      | 2026年國際足協世界盃外圍賽 |

所有比數左側代表岡比亞，入球比數欄代表文達入球後場上的比數

## 榮譽

### 球會
飛燕諾
- 荷蘭盃：2023–24（英语：2023–24 KNVB Cup）

## 外部連結
- 奧丹斯官方網站上的球員檔案 （页面存档备份，存于）
- Soccerway資料庫：恩古巴·文達